# Suzanne Osten
Pour les articles homonymes, voir Osten.
Carlota Suzanne Osten, née le 20 juin 1944 et morte le 28 octobre 2024,, est une dramaturge, metteuse en scène, réalisatrice et scénariste suédoise.

## Biographie
Suzanne Osten est née à Stockholm. Elle est la fille du fabricant d'outils Karl Otto Osten (1912-1970) et de la critique de cinéma Gerd Osten (née Ekbom). Le père d'Osten était un social-démocrate et un résistant venu en Suède pour fuir le régime nazi en Allemagne. Ses parents se sont mariés en 1941 mais ont divorcé durant son enfance. En 1963, Osten est diplômée de Viggbyholmsskolan, un lycée avec un programme axé sur la langue et les matières créatives, et, après cela, elle étudie l'art, la littérature et l'histoire à l'Université de Lund où elle commence à mettre en scène au théâtre de l'université.

### Théâtre
Osten forme l'une des premières compagnies de théâtre alternative de Suède, Fickteatern, et y commence sa carrière de metteuse en scène à la fin des années 1960.
En 1971, elle poursuit ses études au Théâtre municipal de Stockholm, qui sera son lieu de résidence pendant de nombreuses décennies, prenant une place majeure dans le développement du théâtre politique de l’époque. Avec Margareta Garpe, elle écrit la pièce Tjejsnack [Girl talk] (1971), destinée aux adolescentes.
Certaines des chansons de cette pièce, comme l'hymne féministe Vi måste höja våra röster figurent sur le disque Sånger för kvinnor och män de 1972. Après cela, Osten et Garpe écrivent les pièces Kärleksföreställningen (1973), Jösses flickor ! Befrielsen är nära (1974) et Fabriksflickorna, makten och härligheten  (1980). Toutes ces pièces ont un lien distinct avec l'organisation féministe suédoise Grupp 8.
Suzanne Osten est une pionnière dans le développement du théâtre pour enfants. Tout au long de sa carrière, elle défend l’art et la culture auprès des enfants et des jeunes. En 1975, elle fonde Unga Klara, une branche du Théâtre municipal de Stockholm dans le but de produire des représentations théâtrales pour les enfants et les jeunes. Osten y travaille à la fois comme metteuse en scène et directrice artistique jusqu'à l'été 2014. Dans ce cadre la pièce Babydrama (2006) est écrite par la psychanalyste et dramaturge Ann-Sofie Bárány après une période d'improvisation et de recherche. Cette production s'avère controversée car le public visé est celui des nourrissons âgés de six mois et plus. Un film documentaire sera tiré de l'expérience.
Entre 2011 et 2018 elle présente plusieurs créations en France dans le cadre de Reims scènes d’Europe. En 2018, elle met notamment en scène  Phenix d'Ann-Sofie Bárány, co-production de la Comédie de Reims et de la Comédie de Caen s'inspirant de la vie de la poétesse russe Marina Tsvetaïeva.

### Cinéma
Après des premiers pas à la télévision, Osten fait débuts avec le long métrage Mamma (1982). Comme ses productions scéniques, ses films traitent également de questions politiques, par exemple Skyddsängeln ( Le garde du corps ) (1990), basé sur les émeutes et les revendications démocratiques du début du XXe siècle en Suède. Pour Bröderna Mozart ( Les frères Mozart ) (1986), Osten reçoit en 1987 le Guldbagge de la meilleure réalisation et le Prix du Public Meilleur long métrage fiction au Festival international de films de femmes de Créteil. Le garde du corps est sélectionné à la quinzaine des réalisateurs au Festival de Cannes en 1990.
En novembre 2014, Osten est nommé première ambassadrice suédoise du cinéma pour enfants par l'Institut suédois du cinéma. Dans ce rôle, Osten doit travailler au développement de films pour enfants dans le pays.

## Filmographie comme réalisatrice
- 1975 : Kärleksföreställningen
- 1982 : Mamma
- 1986 : Les frères Mozart (Bröderna Mozart)
- 1988 : Livsfarlig film
- 1990 : Le garde du corps (Skyddsängeln)
- 1993 : L'affrontement (Tala! Det är så mörkt)
- 1994 : Bara du & jag
- 1996 : Bengbulan
- 2006 : Wellkåmm to Verona
- 2016 : Flickan, mamman och demonerna